# Charly Records
Charly Records est un label indépendant britannique essentiellement spécialisé dans les rééditions. Charly ressort notamment les versions originales des labels Vee-Jay, Sun, Immediate, BYG, Tomato et Fania.

## Histoire
Charly Records est fondé en France en 1974 par Jean-Luc Young, un ancien promoteur de concerts pour adolescents, cofondateur de BYG Records. Young déménage la société au Royaume-Uni en 1975. À l'origine, Charly est principalement connu pour ses productions de jazz d'origine américaine et d'autres bizarreries modernes, comme The Bollock Brothers, mais c'est maintenant principalement un label « rétro » orienté vers les albums. Ses rivaux les plus évidents sont Rhino et See for Miles (un label distribué par Charly dans les années 1980). En Europe, Charly est distribué par Snapper Records, tandis que la licence se fait via LicenseMusic.com.
Le label produit de l'americana, du blues, du funk, du gospel, du jazz, du latino, de la pop, du rap, du reggae, du rhythm and blues, du rock, du rockabilly, de la soul et du ska. Au milieu des années 1970, Charly exhume le catalogue du label de Memphis, Sun Records, rendant disponible, souvent pour la première fois, des titres influents de Jerry Lee Lewis, Carl Perkins, Johnny Cash et bien d'autres. Ils s'attaquent ensuite aux catalogues des labels Federal, DeLuxe et King.
Les rééditions de jazz et de big band, publiées sur la filiale Affinity et extraites de catalogues tels que Bethlehem et MCA, mettent en avant des artistes tels que Count Basie, John Coltrane, Duke Ellington, Lionel Hampton, Charles Mingus ou Thelonious Monk. La reparution de My Baby Just Cares for Me de Nina Simone permet à la chanson de se classer dans le Top 5 britannique en 1987.
Le travail effectué par Charly incite également des majors américaines comme Atlantic, Columbia, MCA ou RCA à faire de même avec leur propre catalogue.

## Groupes et artistes
Liste non exhaustive d'artistes publiés par Charly Records :
- 13th Floor Elevators
- Daevid Allen
- Amen Corner
- The Animals
- Chuck Berry
- The Graham Bond Organization
- The Bollock Brothers
- James Brown
- Sonny Burgess
- Johnny Cash
- Crazy Cavan and the Rhythm Rockers
- Celia Cruz
- Sammy Davis, Jr.
- Bo Diddley
- Dillinger
- Julie Driscoll and Brian Auger
- Chris Farlowe
- Funkadelic
- Mickey Gilley
- Gong
- Rosco Gordon
- Charlie Gracie
- Hardrock Gunter
- Bill Haley and his Comets
- Ronnie Hawkins
- John Lee Hooker
- Howlin' Wolf
- Humble Pie
- Leroy Hutson
- Ice-T
- Gregory Isaacs
- Elmore James
- Albert King
- The Last Poets
- Jerry Lee Lewis
- Lightnin' Hopkins
- Bob Marley and the Wailers
- Curtis Mayfield
- Thelonious Monk
- Aaron Neville
- The Nice
- Roy Orbison
- Johnny Pacheco
- Carl Perkins
- Elvis Presley
- Red Krayola
- Jimmy Reed
- Charlie Rich
- Little Richard
- Billy Lee Riley
- The Shangri-Las
- Archie Shepp
- Nina Simone
- Sleepy Labeef
- Small Faces
- Warren Smith
- The Staple Singers
- Gene Summers
- Toots and the Maytals
- Townes Van Zandt
- Dinah Washington
- Sonny Boy Williamson[Lequel ?]
- Jackie Wilson
- Bobby Womack
- The Yardbirds